# Irkuck

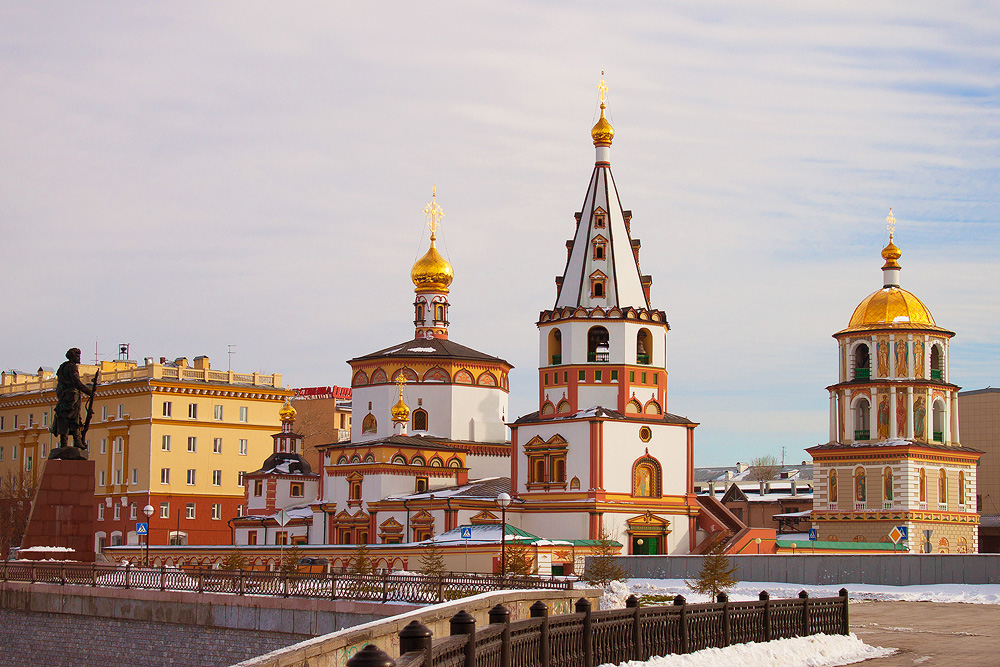
Sobór Objawienia Pańskiego

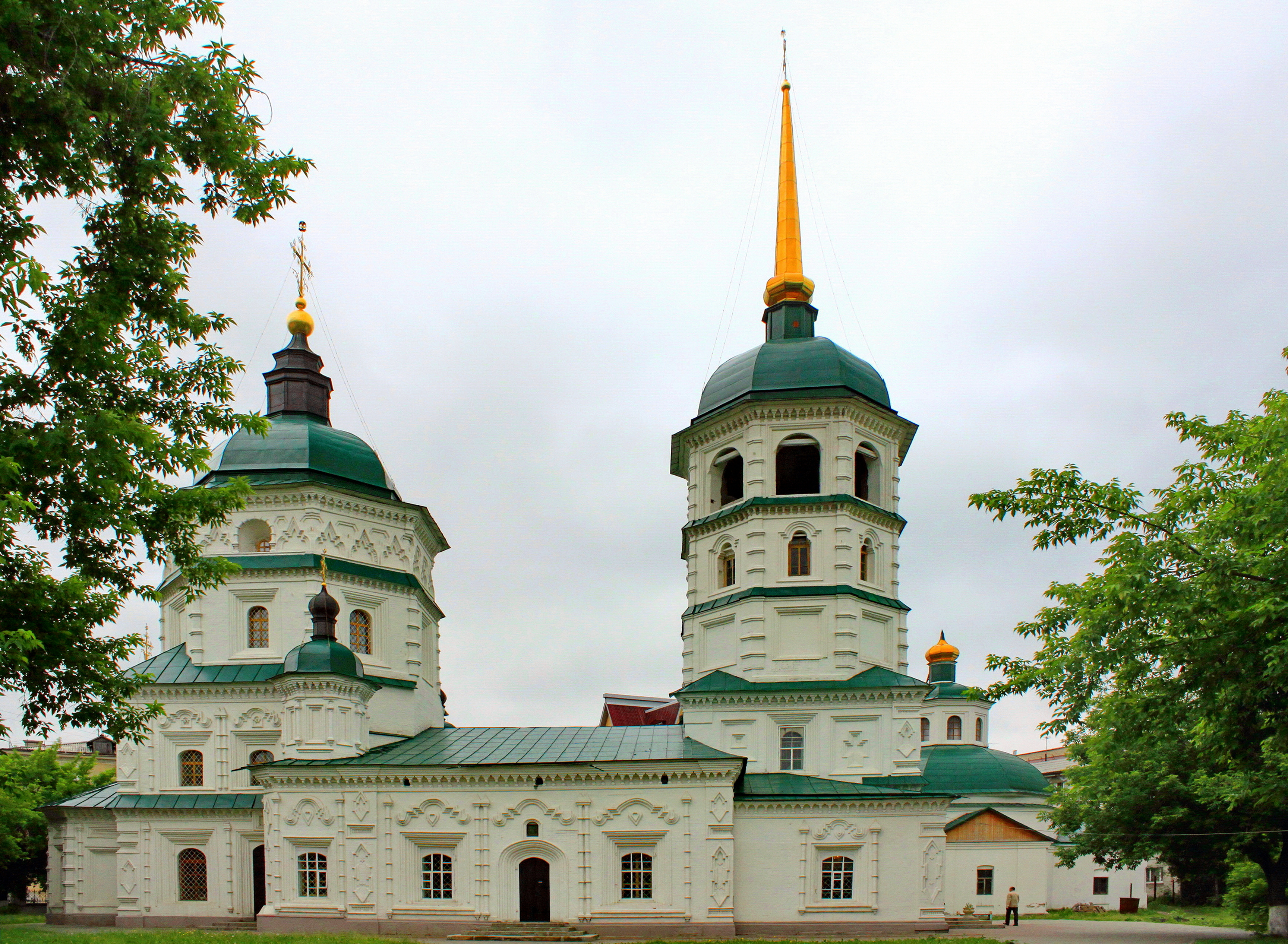
Cerkiew Św. Trójcy

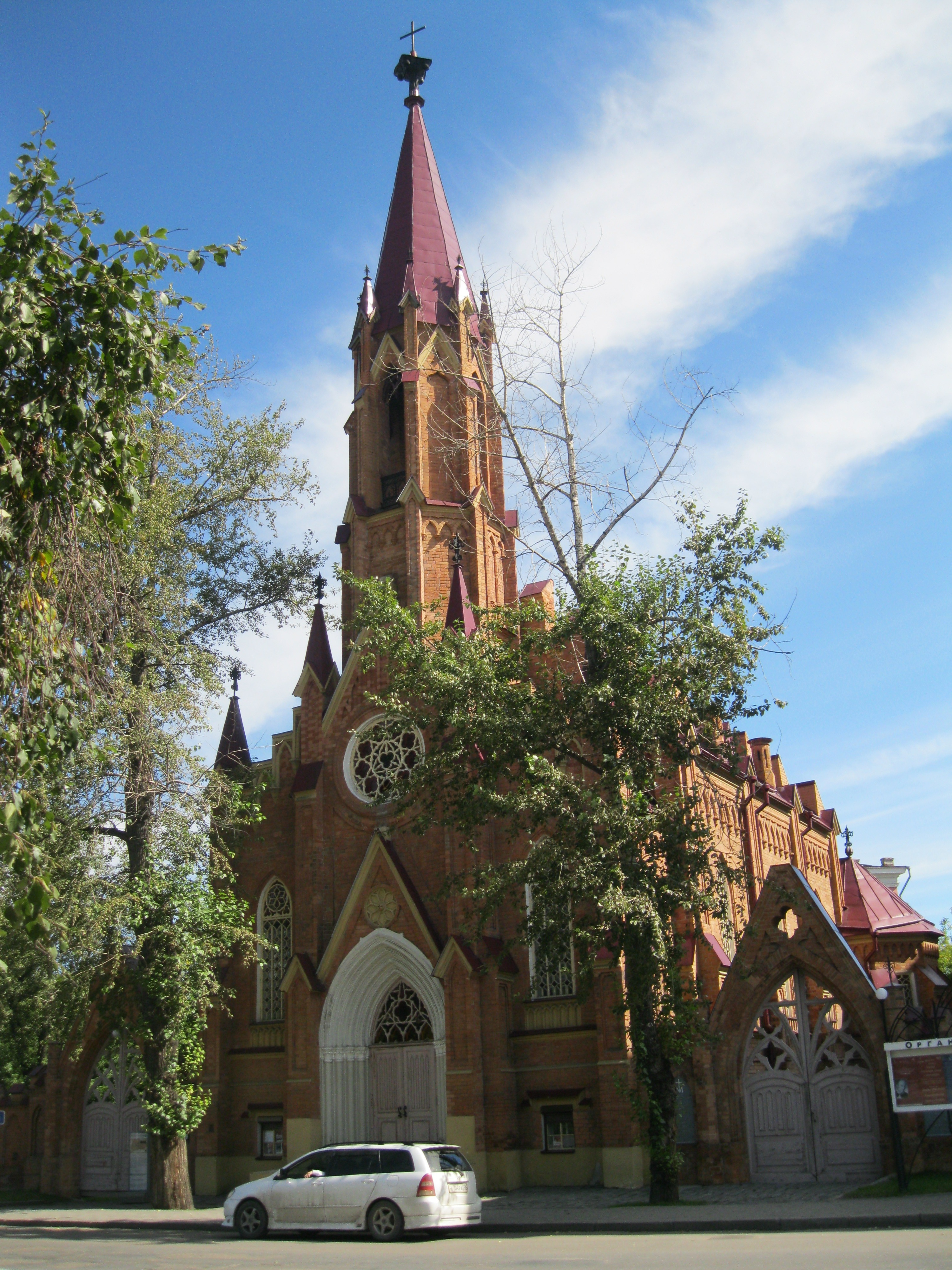
Kościół Polski z 1881 roku

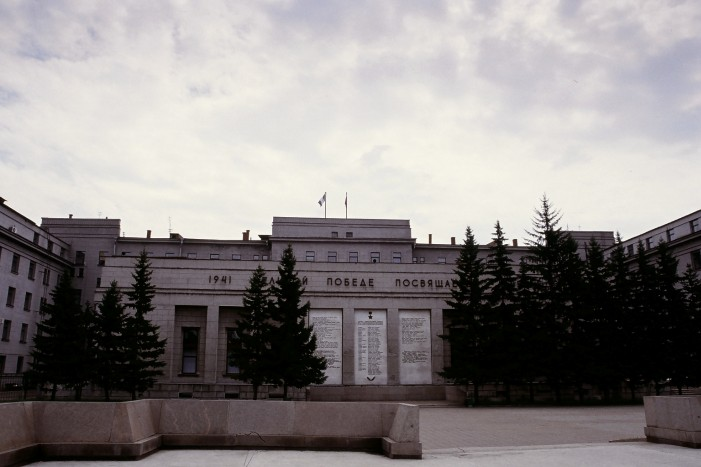
Ratusz w Irkucku

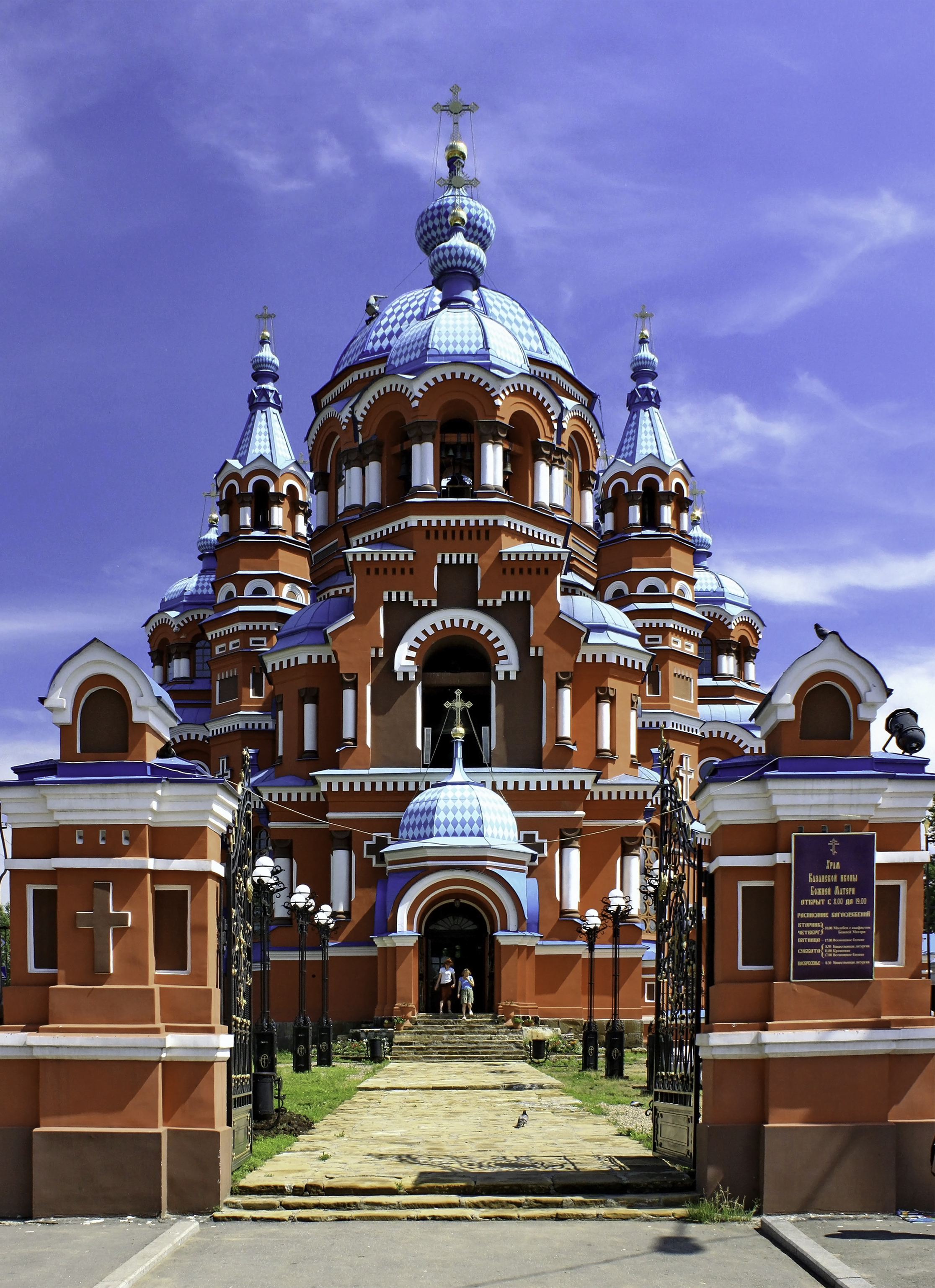
Cerkiew Kazańska

Irkuck (ros. Иркутск, Irkutsk) – miasto w Rosji, stolica obwodu irkuckiego.
Główny ośrodek gospodarczy, kulturalny (muzea) i naukowy (uniwersytet zał. 1918) Syberii Wschodniej z rozwiniętym przemysłem maszynowym (jedne z największych w Rosji zakłady lotnicze „Irkut”), aluminiowym, materiałów budowlanych, drzewnym, skórzanym i spożywczym. W mieście znajduje się elektrownia wodna o mocy 660 MW.

## Położenie
Główna część miasta leży na prawym brzegu rzeki Angara, która jest dopływem Jeniseju. Po drugiej stronie rzeki leży dzielnica Głazkowo. Rzekę, która ma do 579 m szerokości, można przekroczyć trzema mostami oraz drogą biegnącą po koronie zapory Zbiornika Irkuckiego. Niewielka rzeka Irkut, od której miasto wzięło swoją nazwę, wpada jako lewostronny dopływ Angary na wysokości centrum.

## Historia
Port nad rzeką Angarą. Założony w 1661 jako Irkuckie Zimowisko. Prawa miejskie osada posiada od 1686 roku. Ośrodek administracyjny – wojsk dla kolonizacji Syberii. W XVII wieku punkt tranzytowy handlu z Mongolią, potem z Chinami. Od XVIII wieku do 1917 roku miejsce zsyłek. Stolica guberni irkuckiej.
Okolice Irkucka stały się w 1866 widownią powstania zabajkalskiego, wznieconego przez polskich zesłańców. Przywódców powstania Narcyza Celińskiego, Gustawa Szaramowicza, Władysława Kotkowskiego i Jakuba Reinera stracono 27 listopada 1866 na przedmieściu Uszakowka, za rogatką „jakucką”, u podnóża gór w pobliżu rzeki Angary.
W 1858 roku zesłaniec i późniejszy członek Rządu Narodowego Agaton Giller założył w Irkucku szkołę polską, w której sam nauczał.
W czasach stalinizmu w Irkucku znajdowały się więzienia polityczne Krasnyj Korpus i etapowe na trasie do
Władywostoku.

## Demografia
| Rok  | Liczba ludności |
| ---- | --------------- |
| 1875 | 32 512          |
| 1900 | 49 106          |
| 1926 | 98 764          |
| 1956 | 314 000         |
| 1959 | 365 000         |
| 1971 | 462 000         |
| 1975 | 500 000         |
| 1999 | 592 400         |
| 2002 | 593 400         |
| 2004 | 588 531         |
| 2020 | 623 562         |

## Transport

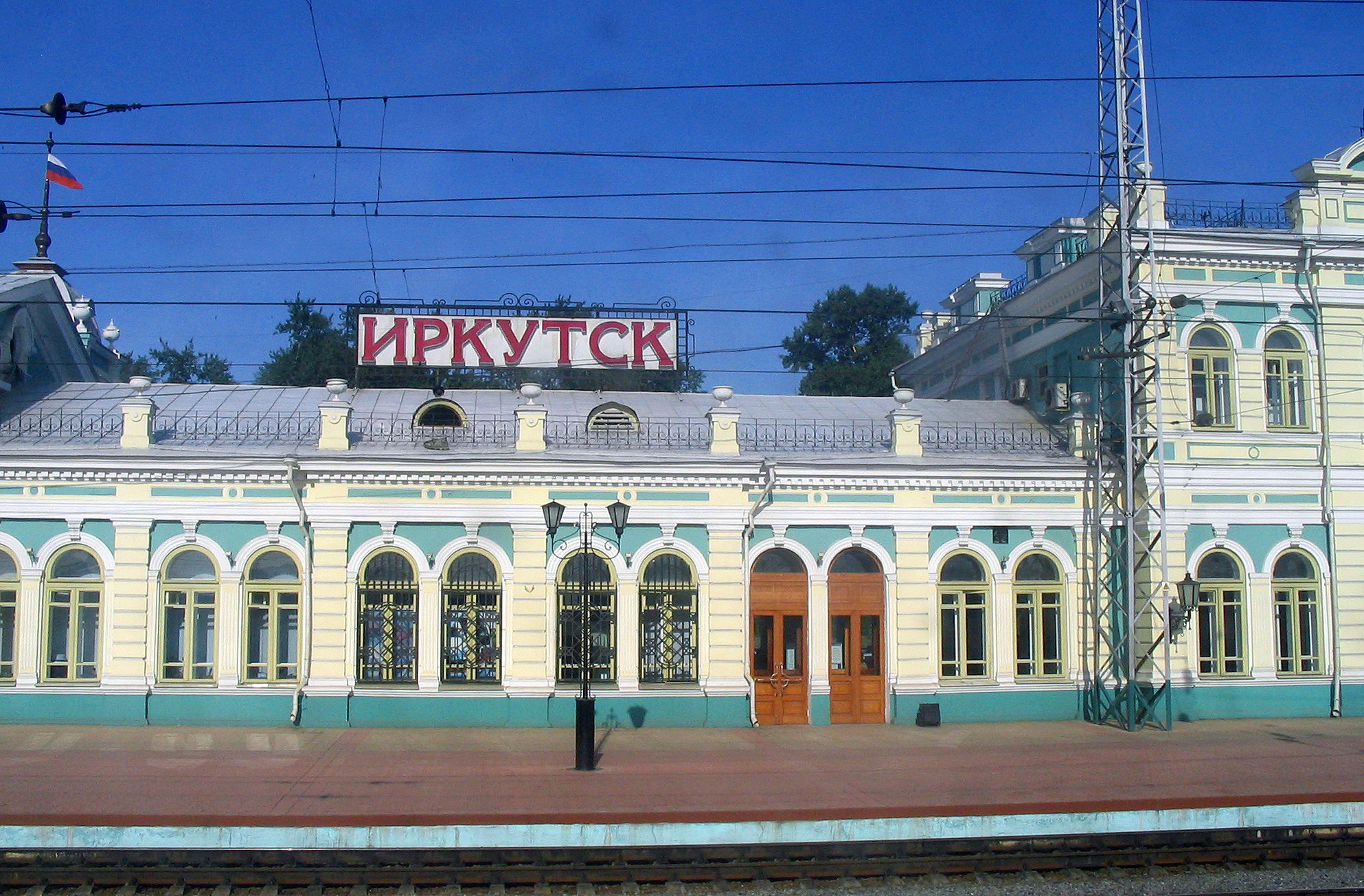
Stacja kolejowa w Irkucku

Irkuck jest ważnym węzłem kolejowym na Kolei Transsyberyjskiej. Główną stacją miasta jest Irkuck Passażyrskij. 8 km od centrum miasta znajduje się Port lotniczy Irkuck. Siedzibę mają tu linie lotnicze IrAero.
Miasto posiada port na rzece Angarze.

### Komunikacja miejska
W mieście działają tramwaje, trolejbusy i autobusy.

## Muzea
- Miejskie Centrum Wystawiennicze im. W.S. Rogala
- Muzeum Mineralogiczne im. A.W. Sidorowa
- Kompleks muzealny „Dekabryści w Irkucku”: Dom-Muzeum Wołkonskich i Dom-Muzeum Trubeckich
- Muzeum Sztuki im. W.P. Sukaczowa
- Muzeum Krajoznawcze Obwodu Irkuckiego
- Oddział Przyrody Muzeum Krajoznawczego
- Lodołamacz ANGARA
- Interaktywne Muzeum Nauki
- Muzeum Historii Miasta
- Muzeum Historii Zajezdni „Irkuck – pasażerski” linii kolejowej Syberii Wschodniej
- Muzeum Broni i Techniki Wojennej

## Nauka i oświata
- Bajkalski Państwowy Uniwersytet Ekonomiki i Prawa (ФГБОУ ВПО БГУЭП);
- Wschodnio-Syberyjska Państwowa Akademia Wychowania (ВСГАО);
- Irkucka Państwowa Akademia Rolnicza (ФГБОУ ВПО ИрГСХА);
- Irkucki Państwowy Uniwersytet Lingwistyczny;
- Irkucki Państwowy Uniwersytet Medyczny Federalnej Agencji ds. Ochrony Zdrowia i Rozwoju Społecznego;
- Irkucki Uniwersytet Państwowy;
- Irkucki Państwowy Uniwersytet Transportu Kolejowego (ИрГУПС);
- Irkucki Instytut Turystyki Międzynarodowej (ИИМТ);
- Narodowy Badawczy Irkucki Państwowy Uniwersytet Techniczny (ИрГТУ);
- 17 filii wyższych uczelni Rosji[3].
- Irkucka Szkoła Teatralna[4].

## Religia

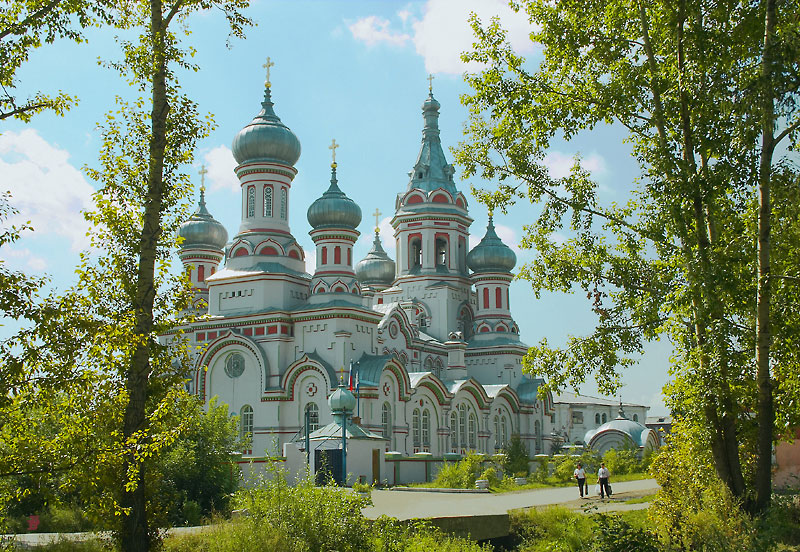
Aktualny obraz świątyni księcia Vladimira w Irkucku.

Miasto jest siedzibą prawosławnej metropolii irkuckiej (i eparchii irkuckiej) oraz rzymskokatolickiej diecezji Świętego Józefa.
W Irkucku znajdował się polski cmentarz, na którym chowano zesłańców oraz cmentarz na wzgórzu za więzieniem za rzeczką Uszakowką, na którym chowano Polaków zmarłych w więzieniu. Na pierwszym z nich pochowani byli m.in.: pamiętnikarz i konspirator Ludwik Janiszewski (1778-1848), kanonik katedry wileńskiej ks. prałat Ludwik Trynkowski (zm. 1849), konspirator i skrzypek Wolfgang Szczepkowski (zm. 1857), powstaniec Jacek Gołyński (zm. 1846), wojskowy Józef Sasinowicz, powstaniec Józef Horodyński (zm. 1840), powstaniec porucznik 11 liniowego pułku piechoty Wilhelm Malczewski (zm. 1849). Na cmentarzu więziennym pochowano m.in. konspiratora Michała Olszewskiego (zm. 1840).

## Zabytki
- Cerkiew Kazańskiej Ikony Matki Bożej

## Sport
- Dinamo Irkuck – klub piłkarski
- Zwiezda Irkuck – klub piłkarski

## Miasta partnerskie
- Shenyang, ChRL
- Kanazawa, Japonia
- Eugene, USA
- Ułan Bator, Mongolia